# ネタージ・バワン

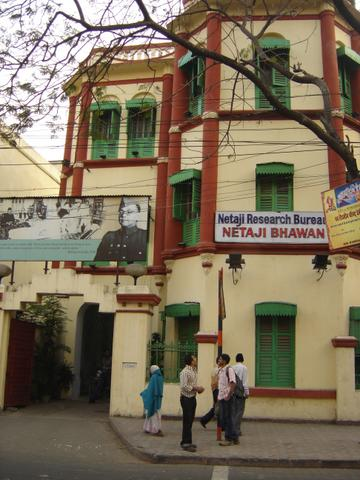
ネタージ・バワン

ネタージ・バワン または ネタジ・バワン（英語:Netaji Bhawan または Netaji Bhavan）とは、インド・西ベンガル州のコルカタにある記念館の名称で、現在は博物館となっている。英語での表記の揺れから、ネタジ・ババン とする文献も見られる。
ネタージ（ネタジ）ことスバス・チャンドラ・ボースが1941年にベルリンに向け密かに脱出・亡命するまで英国当局により軟禁されていた旧宅を記念館にしたもので、ボースゆかりの品々が展示されている。日本と関係が深い自由インド仮政府やインド国民軍についての資料も多い。なお当館は、ボースは事故死せず失踪したという説に立っている。
第二次世界大戦後には、マハトマ・ガンディーやジャワハルラール・ネルー首相も訪れている。また2007年、当時の安倍晋三首相が訪問した。